# اچ‌ام‌ان‌زداس ولینگتون (اف۶۹)
اچ‌ام‌ان‌زداس ولینگتون (اف۶۹) (به انگلیسی: HMNZS Wellington (F69)) یک کشتی بود.